# Antonio Dabán Vallejo
Antonio Dabán Vallejo (Madrid, 14 de febrer de 1877-Villanueva de la Reina, Província de Jaén, 12 de febrer de 1925) va ser un militar espanyol, fill del també militar Antonio Dabán y Ramírez de Arellano.

## Biografia
Va participar en la Guerra de Cuba de 1898 i a la Guerra del Marroc, sent ascendit a general de brigada el 31 de gener de 1922. Va formar part, juntament amb els generals Cavalcanti, Federico Berenguer y Fusté i Saro, de l'anomenat Cuadrilátero que va participar activament en el cop d'estat de Primo de Rivera de setembre de 1923, i del que va sorgir el Directori militar que va assumir el poder presidit per Primo de Rivera. Posteriorment organitzà els somatents en la I Regió Militar, i fou ascendit a comandant general.